# Bealera
Bealera è un termine regionale diffusosi soprattutto nel nord-ovest d'Italia e nella Sardegna settentrionale, che sta ad indicare un piccolo canale, naturale o artificiale, che trasporta dell'acqua, di solito utilizzata per l'irrigazione agricola (quindi posto ai lati dei terreni coltivati), oppure per produrre della forza motrice; in quest'ultimo caso, vengono usate, ad esempio, per alimentare piccoli mulini, opifici o altri impianti idraulici. In termini strettamente idraulici, la bealera si differenziava sia dal "rio", in quanto quest'ultimo poteva essere soltanto naturale, sia dal "canale", in quanto quest'ultimo costituito da pareti fortificate, ad es. da cemento o da pietra. In tempi più recenti tuttavia, i termini sono diventati spesso tutti sinonimi.

L'idronimo deriverebbe dall'antico celto-ligure beda, ovvero fosso, e quindi bedale, ovvero torrente scavato, infossato.

Il termine poi, è ancor oggi utilizzato in Piemonte, anche nella variante bialera. Durante l'alto medioevo furono innumerevoli le bealere costruite per l'irrigazione agricola in tutta questa regione, in special modo per la coltivazione del riso verso la Pianura Padana del Piemonte orientale, che furono poi alimentate dal canale artificiale Cavour a partire dal XIX secolo.
Non meno note furono le bealere costruite vicino i vari centri urbani piemontesi, sia per alimentare le allora cascine e fattorie a ridosso e dentro gli stessi centri urbani prima, sia per impianti industriali dopo.

Purtroppo, tutto il sistema idrico, soprattutto nel nord-ovest-Italia, soffre da alcuni recenti anni di una cronica siccità meteorologica che desta varie preoccupazioni sulla portata di tutti i fiumi, torrenti, canali e relative bealere.

## Le bealere di Asti
In particolare, in Piemonte sono storicamente famose le bealere della città di Asti, che costeggiavano le mura meridionali fungendo da fortificazione naturale ed alimentazione per le attività artigianali-industriali per almeno cinque secoli. Già nel 1227, un documento parla di un beale civitas astensis o canale artificiale della città che servito dall'acqua del torrente Borbore, alimentava mulini ed officine artigiane. 

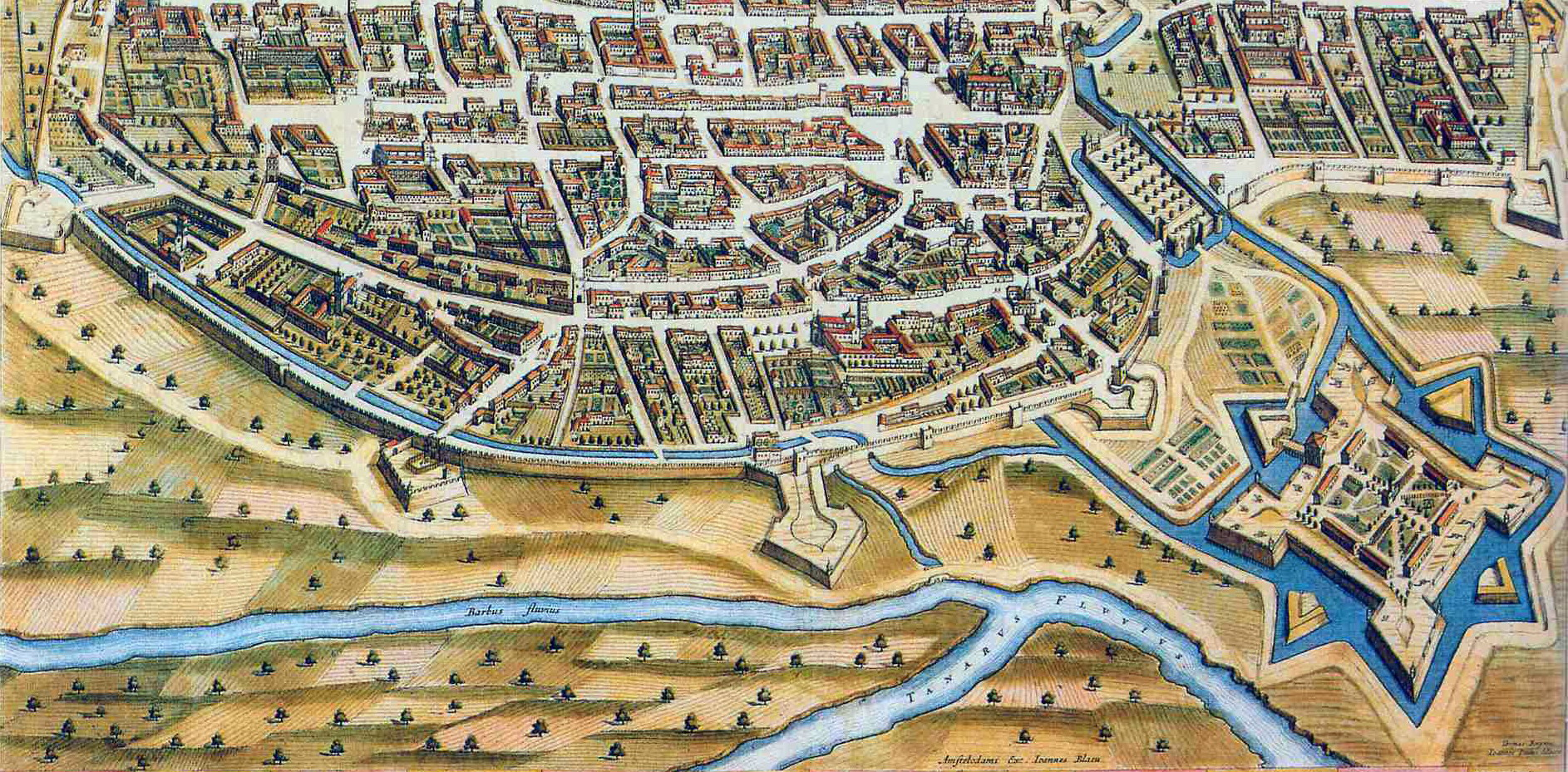
Bealere nella carta di Asti da Theatrum Statuum Regiae Celsitudinis Sabaudiae Ducis, Pedemontii Principis, Cypri Regis, Amsterdam, Blaeu, 1682.

Il canale, da porta Torre (rione Santa Caterina), costeggiava la città a sud per sfociare nel rio Valbrenta all'imbocco dell'attuale piazza Libertà.
Nel XIII secolo, la bealera prevedeva quattro "installazioni". Ogni installazione era costituita da un mulino, un abbeveratoio, un lavatoio ed altri dispositivi meccanici utilizzati principalmente nel settore tessile (follatoi, battitoi, gualchere, etc...).

Le quattro installazioni erano in corrispondenza di porta Torre, porta San Giuliano, porta San Martino, porta San Paolo.

Nel XIV secolo, secondo l'abate Filippo Malabaila, le officine tessili superavano le 800 unità.

Luigi d'Orleans,diventato signore di Asti,  con lo scopo di regolamentare e controllare i redditi derivanti dai molini, costruì una nuova bealera.

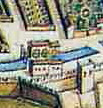
Installazione della bealera di San Quirico

Questa, alimentata dal torrente Triversa, al contrario del canale duecentesco che costeggiava le mura dei rioni,  partiva da porta San Antonio e si dirigeva molto più a sud, costeggiando la seconda cerchia di mura (quella dei borghi), raggiungendo il castello della cittadella viscontea; nel XVII secolo la bealera tornò ad essere alimentata dal Borbore. Luigi d'Orleans, per la costruzione del nuovo canale, si avvalse della metà del finanziamento delle famiglie nobili astigiane che costituirono una vera e propria "società per azioni" con quote in qualsiasi momento cedibili o riscattabili. Questa società, sorta nel 1397,  venne denominata "Società del molleggio" , visto che ricavava gli utili dai luoghi del molleggio (i molini per l'appunto).

Nel 1416, in un momento di difficoltà economica del governo Orleanese, il duca fu costretto a cedere le proprie quote alla società, che dai 16 soci iniziali allargò la sottoscrizione a 116 nuovi "azionisti"; la società si trasformò nell'età moderna in "Reverenda Compagnia del Molleggio" ed ebbe vita fino alla metà del XX secolo.